# Summa College
Het Summa College bestaat uit 26 scholen voor middelbaar beroepsonderwijs in Eindhoven en omgeving. Het biedt meer dan 300 beroepsopleidingen in verschillende leerwegen en op verschillende niveaus. 
De organisatie heette eerder ROC Eindhoven, maar sinds 2 januari 2013 is de naam veranderd in Summa College. De school heeft locaties verspreid over Eindhoven waaronder meerdere vestigingen aan de Sterrenlaan. 
Het Summa College heeft een collegiaal college van bestuur, bestaande uit voorzitter Laurent de Vries en waarnemend lid Renate Reijmers.

## Verbonden scholen
Naast de eigen locaties zijn ook enkele zelfstandige scholen verbonden aan het Summa College:
- Montessori College Eindhoven, een middelbare school
- Ster College, volwassenenonderwijs

In het verleden:
- MAKS Beauty & Wellness
- MAKS Kappersacademie
- MARBIS Opleidingen

## Locaties

### Huidige locaties
Summa College is gevestigd op onder meer de volgende locaties:
- Automotive Campus 50, Helmond
- Automotive Campus 250, Helmond
- Brainport Industries Campus
- Catharinaplein 21, Eindhoven
- Croy 49, Eindhoven
- De Blécourtstraat 1, Eindhoven
- De Rondom 1, Eindhoven; Op het TU/e campus , Fontys Gebouw ER
- De Run 4250, Veldhoven
- De Tijvert 2, Boxtel
- Furkapas 1, Eindhoven
- Habsburglaan 1, Eindhoven; Hier bevindt zich het Montessori College
- Het Eeuwsel 2, Eindhoven
- Kastanjelaan 400, Eindhoven. Hier bevindt zich de Start-up School
- Klokgebouw 300, Eindhoven
- Limburglaan 41, Eindhoven; Hier bevindt zich het Ster College
- Luchthavenweg 21, Eindhoven
- Rachelsmolen 1, Eindhoven
- Spegelt 56, Nuenen; Hier bevindt zich het Schildersvakcentrum
- Sterrenlaan 4, Eindhoven
- Sterrenlaan 6, Eindhoven
- Sterrenlaan 8, Eindhoven
- Sterrenlaan 10, Eindhoven
- Torenallee 20, Eindhoven
- Vestdijk 30, Eindhoven
- Vijfkamplaan 4, Eindhoven
- Willem de Rijkelaan 3, Eindhoven

### Voormalige locaties
In de loop der jaren zijn locaties gesloten. Hieronder een overzicht van locaties die niet meer in gebruik zijn door het Summa College.
- Frankrijkstraat 101, Eindhoven
- Jeroen Boschlaan 273, Eindhoven
- Julianalaan 2, Helmond
- Karel Martelweg 2, Eindhoven
- Roessel 3, Bakel
- Ruysdaelbaan 7, Eindhoven
- Willemstraat 6 en 16, Eindhoven
- Frederiklaan 60a/b, Eindhoven
- Kerkstraat 3, Tegelen
- Van Vorststraat 50, Eindhoven